# إدي كولينز جونيور
إدي كولينز جونيور (بالإنجليزية: Eddie Collins, Jr.)‏ هو لاعب كرة قاعدة أمريكي، ولد في 23 نوفمبر 1916 في لانسداون في الولايات المتحدة، وتوفي في 2 نوفمبر 2000 في Jennersville, Pennsylvania ‏ في الولايات المتحدة.